# Manàuria
Manàuria (en francès Manaurie) és un municipi francès situat al departament de la Dordonya i a la regió de la Nova Aquitània.

## Demografia
| 1962                                       | 1968 | 1975 | 1982 | 1990 | 1999 | 2007 |
| ------------------------------------------ | ---- | ---- | ---- | ---- | ---- | ---- |
| 174                                        | 163  | 151  | 159  | 141  | 144  | 157  |
| Des de 1962: població sense dobles comptes |      |      |      |      |      |      |

## Administració
| Període   | Identitat               | Partit |
| --------- | ----------------------- | ------ |
| 1983-2008 | Marie-Thérèse Chaussade |        |
| 2008-     | Gérard Dezenclos        |        |